# She Don't Know Me
She Don't Know Me è una canzone dei Bon Jovi, scritta da Mark Avsec. Fu estratta come secondo singolo dal primo album in studio del gruppo, Bon Jovi, nel 1984.
Si distingue dagli altri brani dei Bon Jovi per essere l'unica canzone della band a non essere stata scritta da nessun membro interno al gruppo. Nei primi anni ottanta, Mark Avsec scrisse e produsse il programmato disco di debutto per la disco band LaFlavour. In quel periodo, questi erano sotto contratto con la Mercury Records, come i Bon Jovi. Successivamente, i progetti per i LaFlavour furono cancellati, e la casa disocgrafica chiese ad Avsec se avesse potuto scrivere qualche brano per l'album Bon Jovi. Questi scrisse, appunto, She Don't Know Me.
Una versione suonata dal vivo del brano appare in Document in Japan, bootleg non ufficiale presente su internet, registrato il 28 maggio 1985 durante il 7800º Fahrenheit Tour. Si tratta di una versione estesa della canzone originale, dalla durata di ben 8 minuti e 24 secondi, di cui i primi 3 prevedono un inizio con battito di tamburo solista.

## Videoclip
Il videoclip di She Don't Know Me mostra il difficile rapporto tra Jon Bon Jovi e una donna. I due, infatti, nonostante camminino quasi sempre su stesse strade e percorsi, non si danno molta confidenza. Il video si conclude con il cantante che punta il suo sguardo sulla donna all'uscita di un night club, ma questa se ne va come se non fosse successo niente, lasciando Jon anche abbastanza spiazzato, appunto quasi a dire "She Don't Know Me". Oltre a queste scene, nel clip si alternano altre immagini che ci mostrano i membri dei Bon Jovi mentre eseguono il brano insieme.

## Classifiche
| Classifica (1984) | Posizione massima |
| ----------------- | ----------------- |
| Stati Uniti       | 48                |

## Formazione
- Jon Bon Jovi - voce
- Richie Sambora - chitarra solista, seconda voce
- David Bryan - tastiere, seconda voce
- Alec John Such - basso, seconda voce
- Tico Torres - batteria, percussioni